# Andrej Kutsila
Andrej Kutsila (* 3. července 1983, Baranavičy, Bělorusko) je běloruský dokumentární režisér a scenárista.

## Život
Andrej Kutsila vyrostl v Bělorusku. V letech 2002 až 2007 studoval na Fakultě žurnalistiky Běloruské státní univerzity, obor mezinárodní žurnalistika. Na univerzitě provozoval videostudio v kampusu. Tam začal také natáčet své první dokumentární filmy. V letech 2007 až 2009 studoval na Běloruské státní akademii umění v ateliéru Alexandra Karpova.
Od roku 2009 spolupracuje s řadou studií a televizních kanálů, včetně Belsat. Natočil více než 10 dokumentů, které byly promítány na filmových festivalech.
V situaci režimem potlačovaných protestů po prezidentských volbách v roce 2020 se však rozhodl odejít do Polska. Stalo se tak během jeho práce na dokumentárním snímku Když květiny nemlčí, který zachycuje povolební protesty a represe režimu Alexandra Lukašenka, jež následovaly. V zemi již podle svých slov jako filmař nemohl smysluplně pracovat, kvůli rizikům pro sebe i pro lidi, kteří by se v jeho dokumentech objevili.

## Ocenění
- Zvláštní uznání pro dokument z regionu střední a východní Evropy na 25. MFDF Ji.hlava pro dokument Když květiny nemlčí (2021)[2]
- Cena za nejlepší dokument na Varšavském mezinárodním filmovém festivalu pro dokument Když květiny nemlčí (2021)[3]
- Cena IDFA za nejlepší středometrážní dokument za snímek Summa na Mezinárodním festivalu dokumentárních filmů v Amsterdamu (2018)[4]